# Centre international pour les sciences mathématiques
Le Centre international pour les sciences mathématiques (International Centre for Mathematical Sciences, ICMS) est un centre de recherche mathématique basé à Édimbourg. Selon son site web, le centre est « conçu pour rassembler les mathématiciens et les praticiens de la science, de l'industrie et du commerce pour des ateliers de recherche et d'autres réunions. ».

## Histoire
Le Centre a été créé en 1990 par l'université d'Édimbourg et l'université Heriot-Watt, sous la supervision du professeur Elmer Rees, avec le soutien initial du Conseil du District d'Édimbourg, l'Agence écossaise de développement (en) et le Centre international de physique théorique. En avril 1994, le Centre déménage au 14 India Street, Édimbourg, lieu de naissance de James Clerk Maxwell puis en 2010, il déménage au 15 South College Street pour accueillir de plus grands événements. L'actuel directeur scientifique (nommé en 2014) est le professeur David Abrahams.
Il est membre de la Société mathématique européenne.